# Hemipenthes robusta
Hemipenthes robusta är en tvåvingeart som beskrevs av Zaitzev 1966. Hemipenthes robusta ingår i släktet Hemipenthes och familjen svävflugor. Inga underarter finns listade i Catalogue of Life.